# Aszura
Aszura (arab. عاشوراء, āšūrā’,  aram. asurya „dekada”) – islamskie święto obchodzone 10. dnia pierwszego miesiąca (muharram). Jest jednym z najważniejszych świąt szyitów, inaczej jest interpretowane przez sunnitów. Przez szacunek do muzułmanów i ich tradycji, na Bliskim Wschodzie czy w Indiach, święto jest niekiedy obchodzone także przez wyznawców innych religii, na przykład przez niektóre grupy hinduistyczne, buddyjskie czy chrześcijańskie.

## Islam sunnicki
Nazwa Aszura w języku arabskim oznacza „dziesięć” (słowo arabskie oznaczające liczbę 10 to aszara, powiązane z hebrajskim rdzeniem ’śr = dziesięć). Korzenie święta sięgają czasów przedislamskich (według hadisów sunnickich, plemię Mahometa, jak i on sam, pościli tego dnia w czasach przedislamskich), prawdopodobnie wywodzi się ono ze zwyczajów wspólnoty żydowskiej zamieszkującej Medynę. Według A'iszy, miejscowi Arabowie obchodzili je jeszcze przed Mahometem, zachowując tego dnia post. Hadisy sunnickie przekazują, iż Mahomet uznał Aszurę za dzień święty dla swoich zwolenników, a post stał się obowiązkowy. Później, gdy miesiącem postu ogłoszono Ramadan, zachowywanie postu tego dnia przestało być obowiązkowe, a stało się indywidualną sprawą każdego muzułmanina. Dla sunnitów, Aszura jest świętem upamiętniającym opuszczenie Egiptu przez Izraelitów. Hadisy sunnickie głoszą iż po dotarciu do Medyny, Mahomet zauważył żydów poszczących 10 dnia muharram:

„Co to oznacza?”, spytał. Odpowiedzieli mu, „to jest dobry dzień, dzień w którym Allah uchronił dzieci Izraela od ich wroga, Mojżesz także pościł tego dnia. Mahomet stwierdził, „bliżej nam do Mojżesza jak wam.” Rozpoczął więc post tego dnia i powiedział ludziom aby także pościli.

Według zwyczaju sunnickiego otwiera się wówczas drzwi Al-Kaby. Odpowiednikiem żydowskim jest święto Jom Kipur, obchodzone dziesiątego miesiąca tiszri. Inaczej święto to wygląda w rozumieniu szyickim.

## Islam szyicki
Szyici odrzucają hadisy sunnickie, wedle których Mahomet zaadaptował żydowską tradycję świętowania dnia, który w przyszłości miał się stać dniem męczeństwa jego wnuka, jako wymyślone przez umajjadzką biurokrację. Także post tego dnia jest zakazany (w tradycji islamskiej, post jest wyrazem wdzięczności dla Boga za jego błogosławieństwo). 10 dnia muharram, 61 roku według kalendarza muzułmańskiego, w bitwie pod Karbalą, zginął Husajn ibn Ali. Husajn był wnukiem proroka Mahometa i został zabity w zasadzce przez wojska Jazida z rodu Umajjadów. Postawa ibn Alego jest dla szyitów symbolem męstwa, poświęcenia i walki przeciwko niesprawiedliwości aż do śmierci. Ponieważ zginął 10 dnia muharram, tego dnia wydarzenie to jest upamiętniane każdego roku. Jego śmierć, uznawana przez szyitów za męczeńską, stała się ważnym aspektem szyickiej tożsamości. Z tego powodu święto i dzień ten ma dla szyitów o wiele większe znaczenie niż dla sunnitów. Święto Aszura w wersji szyickiej jest obchodzone i uznawane przez władze głównie w tych krajach muzułmańskich, w których znaczna część mieszkańców jest szyitami, czyli w Iranie, Iraku, Bahrajnie i Azerbejdżanie. Mniejszościowe grupy w krajach takich jak Afganistan, Pakistan, Indie oraz diaspora również obchodzą Aszurę. Wiele krajów muzułmańskich, zdominowanych przez sunnitów, nie nadaje jednak temu świętu szczególnej rangi i nie wiąże go z Husajnem ibn Alim.  
W dzień Aszury szyici urządzają domowe lub publiczne zgromadzenia, w czasie których wspominają śmierć i poświęcenie ibn Alego. Organizowane są również uliczne procesje i inscenizacje wydarzeń spod Karbali. Zgromadzeni wierni zazwyczaj lamentują. Istnieje również zwyczaj samobiczowania się lub uderzania w piersi, co jest symbolem cierpień, jakie zadano Husajnowi. W Iranie i w Iraku istnieje także zwyczaj nazywany po persku: rowze kani i kirajja po arabsku. Dosłownie nazwa ta oznacza czytanie. Polega on na czytaniu fragmentów z dzieła pod tytułem „Ogród męczenników”, pochodzącego z XVI wieku. Dzieło opisuje wydarzenia towarzyszące śmierci ibn Alego. Dodatkowo organizowane są przedstawienia.

## Daty Aszury na przełomie XX i XXI wieku
- 9 czerwca 1995 (1416)
- 28 maja 1996 (1417)
- 17 maja 1997 (1418)
- 7 maja 1998 (1419)
- 26 kwietnia 1999 (1420)
- 15 kwietnia 2000 (1421)
- 4 kwietnia 2001 (1422)
- 24 marca 2002 (1423)
- 13 marca 2003 (1424)
- 1 marca 2004 (1425)
- 19 lutego 2005 (1426)
- 9 lutego 2006 (1427)
- 29 stycznia 2007 (1428)
- 19 stycznia 2008 (1429)
- 7 stycznia 2009 (1430)
- 27 grudnia 2009 (1431)
- 16 grudnia 2010 (1432)
- 5 grudnia 2011 (1433)
- 24 listopada 2012 (1434)
- 14 listopada 2013 (1435)
- 3 listopada 2014 (1436)
- 23 października 2015 (1437)
- 11 października 2016 (1438)
- 30 września 2017 (1439)
- 20 września 2018 (1440)
- 10 września 2019 (1441)
- 29 sierpnia 2020 (1442)
- 19 sierpnia 2021 (1443)
- 8 sierpnia 2022 (1444)
- 28 lipca 2023 (1445)
- 16 lipca 2024 (1446)